# Sfollato

Ottobre 1946: famiglie italiane sfollate ospitate nel corridoio di una scuola

Giugno 1944: Sfollati italiani attendono in un punto di raccolta ad Anzio l'imbarco sulle navi che li porteranno a Napoli

Lo sfollato è la persona costretta a lasciare temporaneamente la propria residenza abituale a causa di una guerra o di altre calamità.

## Storia
Durante la seconda guerra mondiale, in molte città d'Europa si verificarono considerevoli spostamenti di masse urbane, costrette a sfollare dalle città verso le campagne, principalmente a causa del massiccio impiego dell'aviazione nel conflitto, utilizzata per bombardare i centri industriali e i grandi centri abitati delle parti avverse.
Il fenomeno degli sfollati assunse una grande dimensione in Italia, particolarmente nelle città del Nord come Milano, Torino e Genova che, dotate di vaste aree industriali, erano frequentemente soggette a bombardamenti.
In tale periodo venne in uso, nel linguaggio burocratico e giornalistico, il sostantivo "sfollandi", creato sul modello dei gerundivi latini, per indicare coloro che si apprestavano a sfollare o si trovavano nella condizione di dover sfollare per motivi bellici.

## Caratteristiche
Oltre ai pericoli sopportati per azioni belliche, lo sfollamento avviene anche di fronte a catastrofi naturali che causano distruzione delle abitazioni e generale difficoltà di reperire cibo per la ridotta produzione e difficoltà di rifornimenti.

## Sfollato interno
Lo sfollato interno è una persona che è costretta a lasciare la propria residenza abituale ma che rimane all'interno nella sua nazione, rimanendo sotto la protezione del loro governo.